# 山口瑠伊
山口瑠伊（1998年5月28日—），日本足球運動員，司職守門員，現效力日甲球會川崎前鋒。

## 俱樂部生涯
山口瑠伊出生于法国，6个月大的时候就回到了日本，一直在法语国际学校学习，其也入选了东京FC梯队。但16岁时，因为想在更高水平的欧洲发展，因此再次去了法国。
山口瑠伊2011年加入FC东京U-15梯隊后一直与队友广末陆有着激烈的位置竞争，而2014年升入U18时，又逊色于来自身高198cm的队友波多野豪，在训练和学业不能兼顾并与队友的竞争失败后，选择跟随父亲前往法国，转投里昂足球俱乐部青训。
2017年夏天转会到了埃斯特雷马杜拉，上赛季球队在西乙，他仅为一线队在国王杯出场过一次，球队最终也不幸降级。

## 國家隊生涯
山口瑠伊已经代表日本青年梯队参加过國際足總U-20世界盃和近两年的土伦盃等大型赛事。

## 外部連結
- 山口瑠伊的Instagram帳戶
- Louis YAMAGUCHI – FIFA國際賽競賽紀錄 (存檔)（英文）
- プロフィール （页面存档备份，存于） - 日本サッカー協会
- プロフィール （页面存档备份，存于） - FCロリアン（法文）
- Soccerway （页面存档备份，存于）